# 蒙特拉圖塞戰役

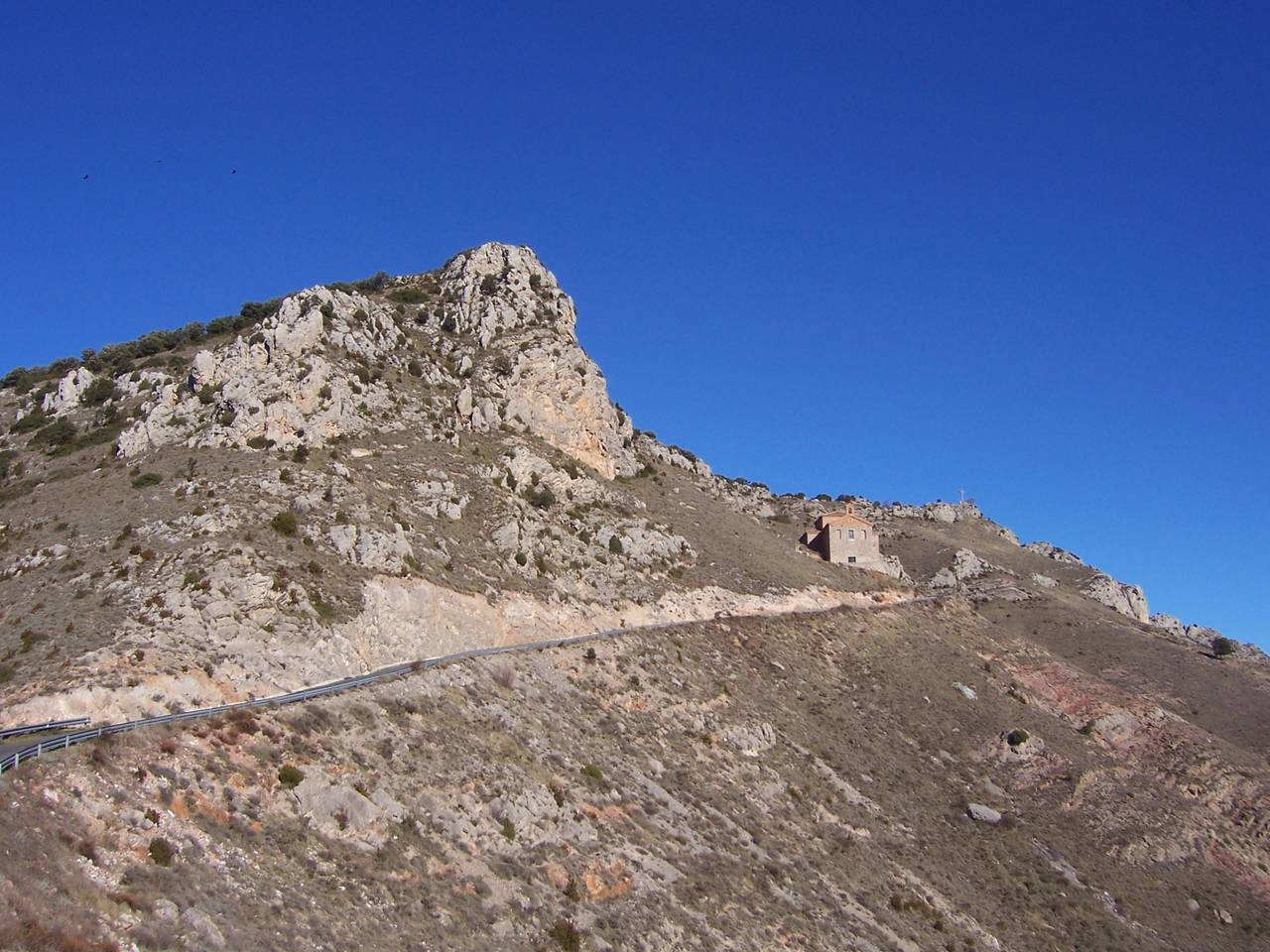
今日的蒙特拉圖塞山嶺

蒙特拉圖塞戰役，也被稱之為第二次阿貝達戰役，勝利的一方是阿斯圖里亞斯王國奧多尼奧一世與盟友加西亞·伊尼格斯的軍隊。他們打敗了加西亞·伊尼格斯的叔叔兼前盟友，也就是圖德拉、特雷爾、塔拉索納、波爾哈的領主，卡希家族的穆薩·伊本·穆薩，他是一個有力且獨立的地方豪強，被穆斯林的史家稱之為「第三位西班牙國王」。這場戰役起因於阿斯圖里亞斯人圍攻了穆薩在阿貝達伊雷瓜附近正在新建的要塞。在戰役過後幾天要塞即被佔領，而穆薩則被迫完全向後伍麥葉王朝臣服，後伍麥葉趁著穆薩的衰弱移除了他在上部邊區的瓦利頭銜，開啟了卡希家族長達10年的衰退。
「阿方索三世史書」記載，在某一年，穆薩在阿貝達建造大型的防禦工事時，奧多尼奧發動攻擊。當時阿斯圖里亞斯國王包為了新建的要塞，穆薩的軍隊駐紮在鄰近的拉圖塞山丘，以求向圍城的部隊施壓。奧多尼奧拆分了他的部隊，留下一半的人馬持續圍城，帶著另一半去攻打穆薩。一陣激戰後穆斯林被擊退；穆薩也受到重傷，而且幾乎就要被俘虜，而他的女婿加西亞（並非加西亞·伊尼格斯）也陣亡了。基督徒計算有12,000名的穆斯林騎兵戰死，並且在穆斯林的營帳發現了西法蘭克國王禿頭查理最近贈送給穆斯林將領的珍寶。接著奧多尼奧集中所有他的士兵攻擊要塞，一共花了七天的時間來圍城。最後守城的士兵被抓到處決，而城塞的城牆則被夷平。穆薩的兒子盧布·伊本·穆薩，是托雷多的統治長官，在得知其父親戰敗後，他馬上向奧多尼奧臣服，並且對他保持忠誠直到他去世。這場戰役在當代人的心中留下了深刻的記憶（至少是地區性），里歐哈的「預言史書」（完成於882年）記載一份附有註解的阿斯圖里亞斯國王列表。在奧多尼奧一世的部分寫的是：「這位國王摧毀了阿貝達」（Ipse allisit Albaida）。這場蒙特拉圖塞戰役為虛構的克拉維霍戰役提供了創造的元素。
可能完成於里歐哈且有親眼見證記載的「阿貝登希斯史書」，寫到奧多尼奧在血腥的圍攻後進入阿貝達城，補充說穆薩在他的軍隊全軍覆沒前正在蒙特拉圖塞山頂上的營帳內散布謊言。穆薩本人則是中了一箭，並且差點就要被抓到，史書說是他的戰馬保住了他的性命。
蒙特拉圖塞的大敗通常標記發生於859年或860年。 唯一直接提到蒙特拉圖塞戰役發生於859年的人是伊本·艾希爾（Ibn al-Athir），他寫下在伊斯蘭曆245年（開始於859年4月7日），塔拉哥納的穆斯林長官（也就是穆薩當時的職位）入侵潘普洛納王國並且佔領了一座基督徒的城堡，囚禁了城內的居民。隔日他在一場戰役中被擊敗，而許多的穆斯林壯烈犧牲。
「阿方索三世史書」記載，在851年的阿貝達戰役之後，因為戰爭的手段，以及為了背叛，穆薩俘虜了兩位法蘭克的領導人桑喬與艾梅儂， 他將他們關進地牢。桑喬與艾梅儂被抓到的日期沒有記錄。在蒙特拉圖塞，奧多尼奧的士兵在穆薩的營帳中發現來自禿頭查理贈送的「禮物」，可能就是為了桑喬與艾梅儂而付的贖金，由此可知他們的被捕獲不晚於859、860年。

## 註記
1. ↑  This story is found in all extant versions of the Chronicle and is likely to be original and unmodified by later copyists and redactors.
2. ↑  The French Orientalist Évariste Lévi-Provençal argued that Tudela, traditional stronghold of the Banu Qasi, was meant, but Claudio Sánchez-Albornoz defended the Chronicle.
3. ↑  Claudio Sánchez-Albornoz, "La auténtica batalla de Clavijo", Cuadernos de Historia de España, 9:94–139, reprinted in Orígenes de la nación española, III (Oviedo: 1975), 281–311, cited in Richard A. Fletcher (1984), Saint James's Catapult: The Life and Times of Diego Gelmírez of Santiago de Compostela （页面存档备份，存于） (Oxford: Oxford University Press), 67.
4. ↑  This may be the aforementioned García.
5. ↑  Pérez de Urbel, 26 note 1, collects the references: Claudio Sánchez-Albornoz, La auténtica batalla de Clavijo, 117ff.; P. Tailhan (1885), Anonyme de Cordoue, 196; M. Gómez-Moreno (1917), Anales Castellanos, 11–2; and Lucien Barrau-Dihigo (1921), "Recherches sur l'histoire politique du Royaume Asturien," Revue Hispanique, 52:180, note 2.
6. ↑  Pérez de Urbel, 26 note 1, collects the references: Reinhart Dozy, Recherches, I, 214 and A. Fernández Guerra (1883), Caída y ruina del imperio visigodo español, 27.
7. ↑  In the Chronicle, read "Emenonem" for "Epulonem".